# Castelo (Sesimbra)
A Freguesia de Castelo, ou de Sesimbra (Castelo) em termos legais, é uma freguesia portuguesa do Município de Sesimbra, com 178,77 km² de área e 20 212 habitantes (censo de 2021), tendo, por isso, uma densidade populacional de 113,1 hab./km².
Inclui, juntamente com a freguesia de Santiago, a vila de Sesimbra. A freguesia de Nossa Senhora da Consolação do Castelo abrange na sua maior extensão território rural, numa área bastante ampla, que se estende, grosso modo, do Cabo Espichel ao Arneiro, a norte; daqui à Quinta do Conde a nascente; daí à Azenha da Ordem; e enfim, mais a sul, ao Fojo, já nos contrafortes da Serra da Arrábida.

## Demografia
Nota: Nos censos de 1864 e de 1911 a 1960 figura "Castelo". Passou a ter a designação atual pelo decreto-lei nº 27 424, de 31/12/1936. Com lugares desta freguesia foi criada em 1985 a freguesia de Quinta do Conde.	
A população registada nos censos foi:
| Ano  | 0-14 Anos | 15-24 Anos | 25-64 Anos | > 65 Anos |
| 2001 | 2461      | 1981       | 8537       | 2228      |
| 2011 | 3150      | 1924       | 10775      | 3204      |
| 2021 | 2850      | 2158       | 10625      | 4579      |

## História
A freguesia do Castelo do Município de Sesimbra está intimamente ligada com a história da Nacionalidade, tendo sido conquistada aos mouros por D. Afonso Henriques no ano de 1165. O seu castelo foi povoado por uma colónia de Francos desde os finais do século XII, talvez desde 1166, em torno da Igreja de Nossa Senhora da Consolação do Castelo.
O castelo de Sesimbra que Afonso Henriques conquistou foi arrasado em 1190 tendo sido reerguido em 1200, por ordem do rei D. Sancho I, e teve um novo restauro em época recente. Este restauro pretendeu recuperar a traça original da construção com a sua muralha defensiva e respectivos parapeitos e guarnição das ameias.
O edifício recuperou o aspeto medieval com a maciça ala do alcácer, dominada pela grande torre de menagem de abóbada artesoada na cobertura do piso superior, a norte do recinto amuralhado.
Junto da cisterna podem ainda ver-se as ruínas da Casa dos Vereadores, que no início do século XVI ainda funcionava.
Na freguesia do Castelo localiza-se o Solar da Quintinha, amplo solar barroco, situado no lugar da Cotovia e que é constituído por várias alas modernizadas tendo a principal um terraço apoiado em arcaria corrida.
O Solar tem uma capela privativa de fachada muito singela datada de 1738 e possui um altar de talha clássica, em cujo trono figura uma imagem de Nossa Senhora das Dores. O teto é estucado e ornado com figuras de dois Evangelistas, S. Paulo e S. Pedro e o Agnus Dei. Nas paredes existem quatro telas do final de setecentos em estilo de Pedro Alexandrino.
No entanto, a peça de maior valor da casa é a grande fonte do século XVIII, toda revestida a azulejos azuis e brancos da mesma época, de boa qualidade. A série inferior representa cenas da vida aristocrática e a superior Santo António de Lisboa, a Imaculada Conceição, a Última Ceia e S. Francisco.
A Igreja de Santa Maria do Castelo foi fundada no ano de 1160 tendo sofrido, desde então, várias reformas que lhe adulteraram a traça original. Uma dessas remodelações deve ter ocorrido, possivelmente no ano de 1721, como é atestado por inscrição existente no portal.
O templo é de uma só nave, coberta por um teto simples tendo ao centro uma tela do século XVII que representa a Coroação da Virgem. As paredes são todas revestidas a azulejos de cor azul e branca do século XVIII, de boa qualidade, que figuram momentos da vida de Nossa Senhora.
O púlpito é um bom trabalho em pedra de lioz. Os retábulos dos sete altares em talha dourada merecem também referência e datam dos princípios de setecentos. Na sacristia encontra-se a mais valiosa peça que a Igreja guarda, uma escultura de alabastros representando "Nossa Senhora Mãe dos Homens", provavelmente do século XIII, e que é um notável exemplo de concepção plástica.
Dentre o património da freguesia do castelo é importante referir o Santuário de Nossa Senhora do Cabo, localizado no Cabo Espichel, um dos mais interessantes pontos de toda a geografia e imaginária nacional. O templo é também conhecido pelo nome de Santuário da Pedra da Mua e está atualmente quase abandonado.
O Cabo Espichel é formado pelo extremo sudoeste da Serra da Arrábida, elevando-se a 150 metros acima das águas do mar. No ponto mais avançado encontra-se o farol, cuja torre primitiva deve ser do século XVIII, tendo sido reformada em 1848.
A veneração da Senhora do Cabo surgiu à volta da Ermida da Memória, erguida no local onde apareceu a Virgem no ano de 1410 a um casal de idosos de Alcabideche.
A data da fundação da capela é desconhecida. É de proporções harmoniosas e coberta por uma cúpula boleada, o interior é revestido de azulejos que contam a lenda do santuário.
A grande afluência de peregrinos durante todo esse século levou a uma contínua ampliação do recinto, continuando-se a construir ainda em 1791.
A igreja, para onde foi transferida em 1707 a imagem de Nossa Senhora do Cabo, tem portal com frontão em meia concha, ladeado por fogaréus.
O interior tem um guarda-vento em madeira brasileira, é de uma só nave, coberta por teto em abóbada onde se desenvolve uma bela composição a fresco, de perspetiva, figurando no centro a Assunção da Virgem, obra notável de Lourenço da Cunha, executada em 1740. As paredes estão totalmente revestidas por mármore branco e negro da Arrábida.
Na capela-mor encontra-se a maquineta-relicário em prata dourada, oferecida pela peregrinação de Lisboa, de 1680, onde se guarda a muito antiga e pequena imagem da Senhora do Cabo.
Fora do recinto da igreja e das hospedarias ergue-se a Casa da Água, construída em 1770 a que se acede por uma escadaria e que tem como peça mais valiosa a belíssima fonte de tipo rocaille de mármore, em tipo berniniano.

## Património
- Estação arqueológica da Lapa do Fumo ou Lapa do Fumo
- Castelo de Sesimbra
- Igreja de Nossa Senhora do Castelo
- Conjunto do Santuário de Nossa Senhora do Cabo Espichel - Igreja de Nossa Senhora do Cabo, Ermida da Memória, Casa dos Círios, Terreiro no Cabo Espichel, Cruzeiro, Casa da Água e Aqueduto no Cabo Espichel
- Monumento megalítico da Roça do Casal do Meio
- Forte do Cavalo ou Forte de São Teodósio da Ponta do Cavalo
- Farol do Cabo Espichel
- Farol do Forte do Cavalo

### Outros
- Gruta do Frade
- Jazida de superfície dos Lagosteiros
- Monumento Natural da Pedra da Mua
- Monumento Natural da Pedreira do Avelino
- Jazida de superfície da Boca do Chapim
- Sítio Classificado da Gruta do Zambujal
- Lagoa de Albufeira

## Praias
- Praia da Lagoa de Albufeira
- Praia da Foz (Sesimbra)
- Praia dos Lagosteiros
- Praia do Ribeiro do Cavalo
- Praia da Mijona
- Praia do Penedo
- Praia do Pescador
- Praia das Bicas
- Praia do Moinho de Baixo - ou Praia do Meco